# Mon oncle du Texas
Pour plus de détails, voir Fiche technique et Distribution.
Mon oncle du Texas est un film français réalisé par Robert Guez, sorti en 1962.

## Fiche technique
- Titre : Mon oncle du Texas
- Réalisation : Robert Guez
- Scénario et dialogues : Jean Canolle
- Photographie : André Germain
- Son : Jacques Gallois
- Décors : Jean Douarinou
- Musique : Pauline Campiche et Claude Vasori
- Montage : Madeleine Bibollet
- Sociétés de production : CCFC - Panorama Films - Le Film d'Art - SGGC
- Pays d'origine :  France
- Durée : 85 minutes
- Date de sortie : France, 28 septembre 1962

## Distribution
- Henri Tisot
- Berthe Bovy
- Jess Hahn
- Julien Carette
- Janine Vila
- Valéry Inkijinoff
- Jacques Fabbri
- Charles Blavette
- Andrée Turcy